# Ameletus walleyi
Ameletus walleyi is een haft uit de familie Ameletidae. De wetenschappelijke naam van de soort is voor het eerst geldig gepubliceerd in 1970 door Harper.
De soort komt voor in het Nearctisch gebied.